# Alvin Roth
Alvin Eliot Roth (19 de dezembro de 1951) é um economista norte-americano que trabalha na Harvard Business School. As principais contribuições de Roth são no campo da teoria dos jogos, economia experimental e desenho de mecanismos. Em 2012, foi laureado com o Prémio de Ciências Económicas em Memória de Alfred Nobel em parceira com Lloyd Shapley.

## Publicações selecionadas

### Livros
- 1979. Axiomatic Models of Bargaining, Lecture Notes in Economics and Mathematical Systems. Springer Verlag.
- 1985. Game-Theoretic Models of Bargaining, (editor)Cambridge University Press, 1985.
- 1987. Laboratory Experimentation in Economics: Six Points of View. (editor) Cambridge University Press. (Traduzido para o chinês em 2008)
- 1988. The Shapley Value:  Essays in Honor of Lloyd S. Shapley. (editor) Cambridge University Press.
- 1990. Two-Sided Matching:  A Study in Game-Theoretic Modeling and Analysis. With Marilda Sotomayor. Cambridge University Press.
- 1995. Handbook of Experimental Economics. Edited with J.H. Kagel. Princeton University Press.
- 2001. Game Theory in the Tradition of Bob Wilson. Edited with Bengt Holmstrom and Paul Milgrom.

### Artigos
Roth publicou mais de 70 artigos em publicações com conselho revisor. De acordo com a Scopus, os mais citados são:
- «The College Admissions Problem is not Equivalent to the Marriage Problem». Journal of Economic Theory. 36 (2): 277–288. 1985. doi:10.1016/0022-0531(85)90106-1
- «A Natural Experiment in the Organization of Entry-Level Labor Markets: Regional Markets for New Physicians and Surgeons in the United Kingdom». American Economic Association. American Economic Review. 81 (3): 415–440. 1991. JSTOR 2006511. PMID 10115049
- Erev, I. (1998). «Predicting How People Play Games: Reinforcement Learning in Experimental Games with Unique, Mixed Strategy Equilibria». American Economic Association. American Economic Review. 88 (4): 848–881. JSTOR 117009
- Slonim, R. (1998). «Learning in High Stakes Ultimatum Games: An Experiment in the Slovak Republic». The Econometric Society. Econometrica. 66 (3): 569–596. JSTOR 2998575. doi:10.2307/2998575
- Peranson, E.; Roth, Alvin E (1999). «The Redesign of the Matching Market for American Physicians: Some Engineering Aspects of Economic Design». American Economic Association. American Economic Review. 89 (4): 748–780. JSTOR 117158. doi:10.1257/aer.89.4.748
- Ockenfels, A.; Alvin E (2002). «Last-minute bidding and the rules for ending second-price auctions: Evidence from eBay and Amazon auctions on the internet». American Economic Review. 92 (4): 1093–1103. doi:10.1257/00028280260344632
- Sönmez, T.; Ünver, M. U.; Alvin E. (2004). «Kidney exchange». Quarterly Journal of Economics. 119 (2): 457–488. doi:10.1162/0033553041382157